# صوت الجماهير (جريدة)
كانت صوت الجماهير صحيفة شهرية نشرتها جبهة التحرير العربية التي سيطر عليها العراق، وهي فصيل بعثي صغير داخل منظمة التحرير الفلسطينية. تم تحريرها بواسطة الأمين العام لجبهة التحرير العربية ركاد سالم ويعتقد أن الحكومة العراقية قد مولتها. ولم يتضح ما إذا كان النشر مستمرًا بعد سقوط الحكومة العراقية في عام 2003.